# Ögonstenblad
Ögonstenblad (vetenskapligt namn: Lithops optica) är en isörtsväxtart som först beskrevs av Hermann Wilhelm Rudolf Marloth, och fick sitt nu gällande namn av Nicholas Edward Brown. Ögonstenblad ingår i släktet Lithops och familjen isörtsväxter. Inga underarter finns listade i Catalogue of Life.